# The Cave (Mumford & Sons)
The Cave is de derde single van het Britse kwartet Mumford & Sons. De single is afkomstig van hun debuutalbum Sigh No More. De luisteraars van de Nederlandse publieke  radiozender NPO 3FM kozen The Cave als Song van het Jaar 2010. Opvallend, omdat dit nummer in 2009 al op album verscheen, maar omdat het nummer pas in 2010 officieel als single uitgebracht werd, was dit toch mogelijk.

## Hitnoteringen

### Single Top 100
| Hitnotering: 27-03-2010 t/m 05-06-2010 | Hitnotering: 27-03-2010 t/m 05-06-2010 | Hitnotering: 27-03-2010 t/m 05-06-2010 | Hitnotering: 27-03-2010 t/m 05-06-2010 | Hitnotering: 27-03-2010 t/m 05-06-2010 | Hitnotering: 27-03-2010 t/m 05-06-2010 | Hitnotering: 27-03-2010 t/m 05-06-2010 | Hitnotering: 27-03-2010 t/m 05-06-2010 | Hitnotering: 27-03-2010 t/m 05-06-2010 | Hitnotering: 27-03-2010 t/m 05-06-2010 | Hitnotering: 27-03-2010 t/m 05-06-2010 | Hitnotering: 27-03-2010 t/m 05-06-2010 | Hitnotering: 27-03-2010 t/m 05-06-2010 |
| Week:                                  | 1                                      | 2                                      | 3                                      | 4                                      | 5                                      | 6                                      | 7                                      | 8                                      | 9                                      | 10                                     | 11                                     |                                        |
| -------------------------------------- | -------------------------------------- | -------------------------------------- | -------------------------------------- | -------------------------------------- | -------------------------------------- | -------------------------------------- | -------------------------------------- | -------------------------------------- | -------------------------------------- | -------------------------------------- | -------------------------------------- | -------------------------------------- |
| Positie:                               | 93                                     | 71                                     | 69                                     | 65                                     | 70                                     | 68                                     | 76                                     | 82                                     | 75                                     | 67                                     | 77                                     | uit                                    |

### Vlaamse Ultratop 50
| Hitnotering: 24-04-2010 t/m 19-06-2010 | Hitnotering: 24-04-2010 t/m 19-06-2010 | Hitnotering: 24-04-2010 t/m 19-06-2010 | Hitnotering: 24-04-2010 t/m 19-06-2010 | Hitnotering: 24-04-2010 t/m 19-06-2010 | Hitnotering: 24-04-2010 t/m 19-06-2010 | Hitnotering: 24-04-2010 t/m 19-06-2010 | Hitnotering: 24-04-2010 t/m 19-06-2010 | Hitnotering: 24-04-2010 t/m 19-06-2010 | Hitnotering: 24-04-2010 t/m 19-06-2010 | Hitnotering: 24-04-2010 t/m 19-06-2010 |
| Week:                                  | 1                                      | 2                                      | 3                                      | 4                                      | 5                                      | 6                                      | 7                                      | 8                                      | 9                                      |                                        |
| -------------------------------------- | -------------------------------------- | -------------------------------------- | -------------------------------------- | -------------------------------------- | -------------------------------------- | -------------------------------------- | -------------------------------------- | -------------------------------------- | -------------------------------------- | -------------------------------------- |
| Positie:                               | 47                                     | 32                                     | 21                                     | 22                                     | 22                                     | 22                                     | 34                                     | 41                                     | 48                                     | uit                                    |

### NPO Radio 2 Top 2000
| Nummer met noteringen in de NPO Radio 2 Top 2000 | '10  | '11 | '12 | '13 | '14 | '15 | '16 | '17 | '18 | '19 | '20 | '21 | '22 | '23 | '24 |
| ------------------------------------------------ | ---- | --- | --- | --- | --- | --- | --- | --- | --- | --- | --- | --- | --- | --- | --- |
| The Cave                                         | 1236 | 147 | 58  | 117 | 200 | 239 | 272 | 316 | 306 | 358 | 385 | 462 | 545 | 585 | 628 |

1. ↑  Een vetgedrukt getal geeft de hoogste notering aan.
2. ↑  2010 was het eerste jaar met een notering voor dit nummer.